# Fort-15
La Fort 15 (in ucraino: Форт-12t) è una pistola semiautomatica (autocaricante)  a chiusura geometrica con blocco oscillante, progettata e costruita dalla RPC Fort.
Progettato per sparare con precisione a una distanza massima di 50 m.
Nell'ottobre 2007, Fort-15 è stato presentato al pubblico alla mostra di armi Zbroya e Bezpeka -2007 a Kiev. A partire dal 2021, non ci sono informazioni sulla produzione di massa e non è menzionato nell'elenco dei prodotti di RPC Fort.

## Descrizione
Fort-15 è una pistola autocaricante con un telaio in polimero in plastica resistente agli urti.
Le cartucce vengono alimentate da caricatori a scatola con una disposizione a doppia fila di cartucce, la capacità del caricatore è di 16 colpi.
La leva di sicurezza si trova sul lato sinistro del telaio. Quando viene trasferito nella posizione superiore, blocca il grilletto, impedendo lo sparo; posizione media - combattimento; la posizione inferiore della miccia consente di rimuovere il grilletto dal plotone di combattimento nella posizione disarmata.
Mirino di tipo aperto (mirino e tacca di mira con inserti luminosi al trizio per mirare in condizioni di scarsa illuminazione).
Il montaggio del "picatinny" sotto la canna della pistola consente di installare un mirino laser, una luce tattica o altre apparecchiature.
La pistola Fort-15 è una pistola a culatta bloccata a rinculo corto che utilizza il bloccaggio di tipo Browning HP. È dotato di grilletto a doppia azione con telaio in polimero con martello esposto e sicura manuale montata sul telaio.
Il futuro di questa pistola è ancora incerto, poiché recentemente il suo produttore ha ottenuto i diritti di licenza da Israele per produrre pistole Jericho dello stesso calibro.